# Tractat de Londres (1867)
|  | Per altres significats vegeu Tractat de Londres |

El Tractat de Londres (francès: Traité de Londres), també anomenat Segon Tractat de Londres en referència al Tractat de 1839 va ser un tractat internacional signat l'11 de maig de 1867. Acordat després de la Guerra Austroprussiana i la Crisi de Luxemburg, va tenir conseqüències molt importants per Luxembourg i la seva relació amb les grans potències europees.

## Efectes
L'efecte immediat del tractat, establert a l'article I, era la reafirmació de la unió personal entre el Països Baixos i Luxemburg sota la Casa d'Orange-Nassau. La Crisi de Luxemburg, que va esclatar després de l'intent de l'emperador francès, Napoleó III de comprar Luxemburg al rei neerlandès Guillem III dels Països Baixos va provocar un desequilibri en aquesta situació. D'altra banda, per Prussia era primordial mantenir Luxemburg lliure d'interferències franceses.
La neutralitat de Luxemburg, establerta en el Primer Tractat de Londres, va ser reafirmada en aquest segon tractat. Per assegurar aquest fet, les fortificacions de la Ciutat de Luxemburg, coneguda com la "Gibraltar del nord", van ser enderrocades i mai s'han reconstruït. El desmantellament de les fortificacions va durar setze anys, va costar 1,5 milions de francs, i va requerir la destrucció d'uns 24km de defenses subterrànies i 40,000 m² de casamates, bateries d'artilleria, casernes, etc. A més, es va retirar la guarnició prussiana que havia ocupat la ciutat des del Congrés de Viena de 1815.